# جامعة الشيخ عبد الله البدري

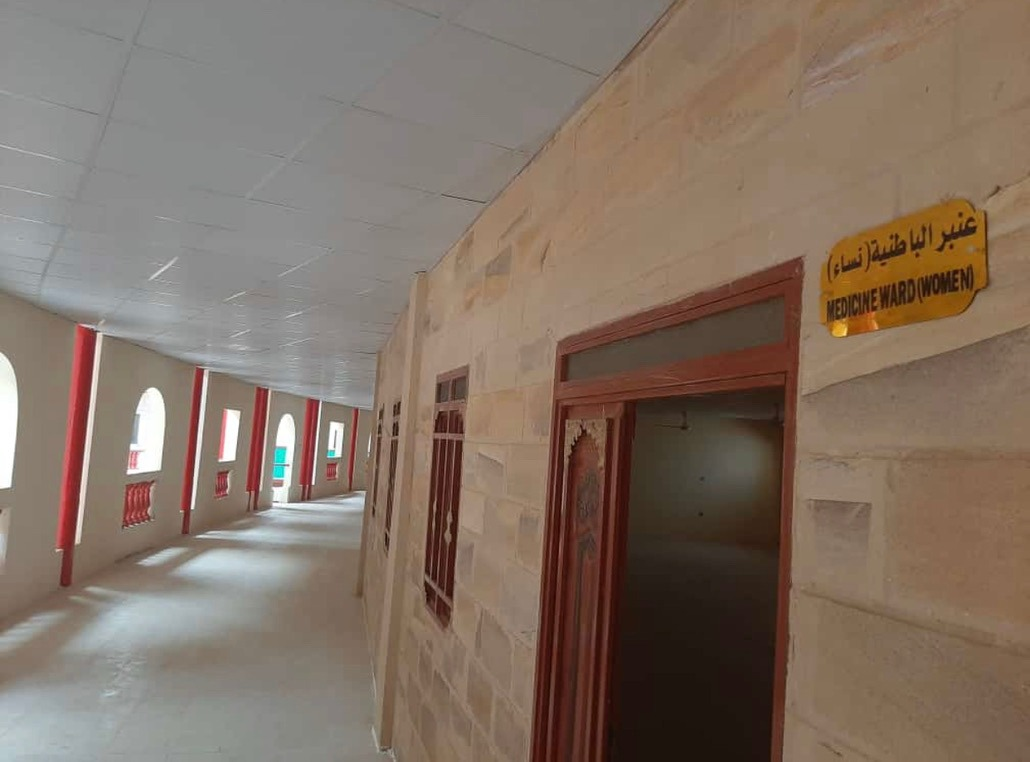
صورة للمستشفى من الداخل

جامعة الشيخ عبد الله البدري هي جامعة سودانية أهلية تقع في ولاية نهر النيل.

## النشأة
جامعة الشيخ عبد الله البدري هي امتداد وتطور لكليتي الشيخ عبد الله البدري التقنية والصحية اللتين تم إنشاؤهما في عامي 2002م ـ التقنيةـ و 2008م ـ الصحية ـ وهي الآن إحدى الجامعات السودانية بولاية نهر النيل فقد تم إنشائها بقرار جمهوري في شهر يونيو 2011 تحت اسم «جامعة الشيخ عبد الله البدري» بمدينة بربر. وقد سميت الجامعة بهذا الاسم تكريماً للشيخ عبدالله البدري نافع الذي قام بتأسيس مباني الجامعة منذ نشأتها ككلية تقنية والداعم لها حتى الآن.
بدأت الجامعة سنتها الأولى بأربعة كليات هي: كلية العلوم الإدارية والاقتصادية، كلية الهندسة، كلية العلوم الصحية، كلية التكنولوجيا وتمنح هذه الكليات درجة بكلاريوس الشرف عدا كلية التكنولوجيا التي تمنح درجة الدبلوم التقني في عدد من التخصصات المهنية. بإضافة إلى مركزين تدريبيين هما مركز الشيخ البدري للتدريب المهني والحرفي ومركز تنمية المجتمع، وكما للجامعة برامج مجازة من قبل مجالسها تسعى الجامعة لتطبيقها كبرنامج دبلوم صحة الحيوان والإنتاج الحيواني وبرنامج وسائط الاتصال وتكنولوجيا الإعلام.

## الرؤية
تسعى جامعة الشيخ عبد الله البدري إلى تحقيق التميز في مجال التعليم الجامعى والبحث العلمي على المستويات المحلية والإقليمية والعالمية في ظل مناخ يتسم بالاستقلالية والحرية والديمقراطية والمساواة وبما يساهم في خدمة المجتمع وتحقيق التنمية المستدامة.

## الأهداف
في ضوء رؤية الجامعة تتمثل رسالتها في إدماج فكر الجودة الشاملة والتحسين المستمر في نسيج المنظومة التعليمية والبحثية بالجامعة والعمل علي تحقيق مصالح جميع الاطراف وذلك على النحو التالي:
- دمج ثقافة الجودة الشاملة والتحسين المستمر في العملية التعليمية والبحثية.
- إثراء المعارف النظرية والتطبيقية وفقاً للمعايير الأخلاقية والاجتماعية والثقافية للمجتمع.
- نشر ثقافة وأخلاقيات البحث العلمي.
- تدعيم التعاون بين الجامعة والجامعات الأخرى ومراكز البحث العلمي محلياً وإقليمياً وعالمياً.
- تطوير البرامج التعليمية في ضوء المعايير المحلية والإقليمية والعالمية.
- إمداد الطلاب بأحدث مصادر المعرفة والتكنولوجيا الحديثة لتنمية قدراتهم في الابتكار والقيادة والتعلم الذاتى والعمل الجماعى والمنافسة.
-تفعيل دور المراكز والوحدات ذات الطابع الخاص لتقديم الخدمات البحثية والاستشارية للمجتمع.

## الكليات
- كلية الهندسة
- كلية العلوم الصحية
- كلية العلوم
- كلية العلوم الإدارية والاقتصادية
- كلية التكنولوجيا [5]
- كلية علوم الحاسوب وتقانة المعلومات
- كلية الطب
- كلية الصيدلة
- كلية الدراسات العليا
- كلية وسائط وتقنيات الإعلام

## المراكز

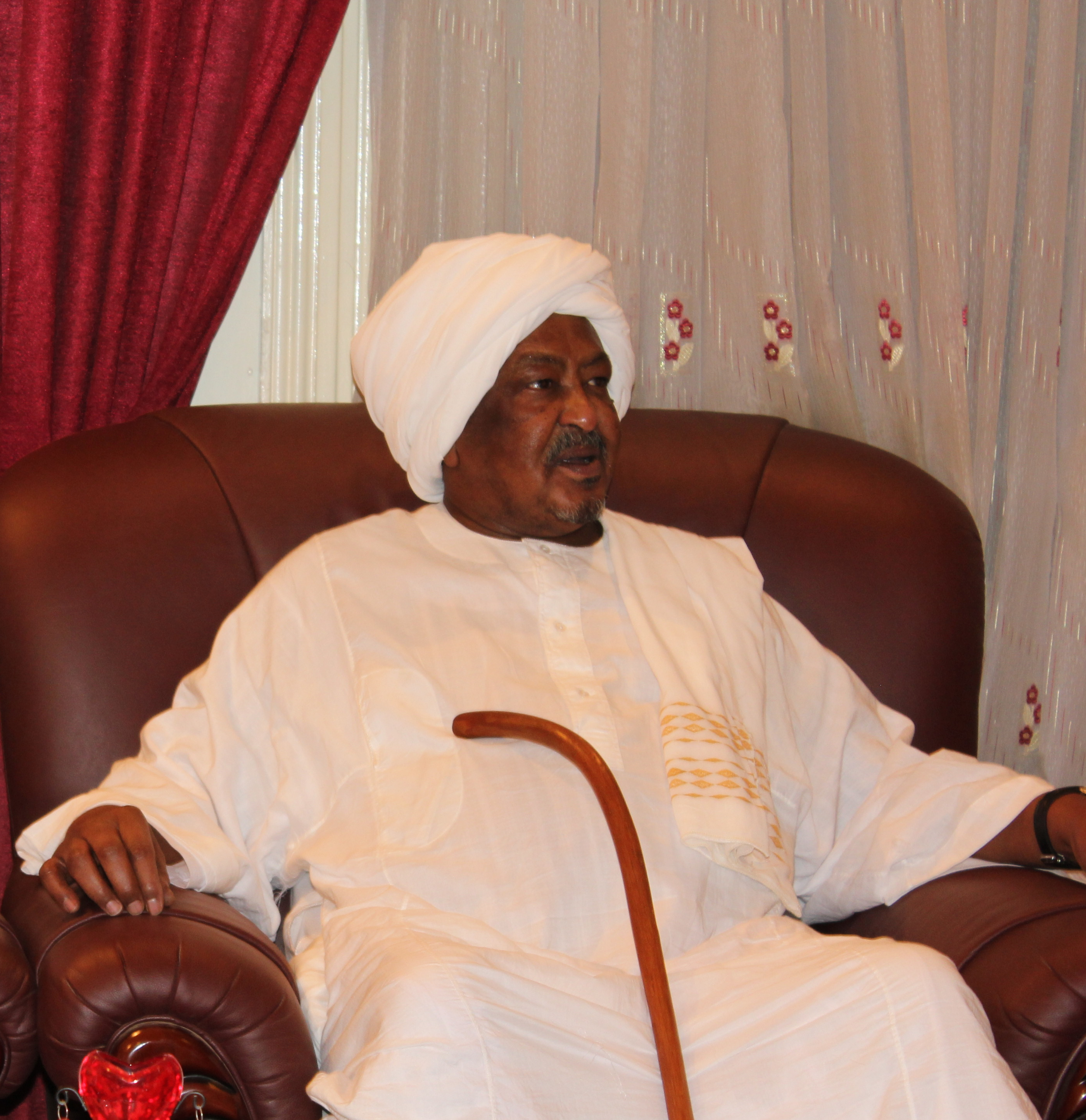
مؤسس الجامعة

- مركز الشيخ البدري للتدريب المهني
- مركز تنمية المجتمع
- مركز الحاسوب وتقانة المعلومات
- مركز اللغات والترجمة
- مركز التطوير التربوي
- مركز التميز البحثي

## مستشفى تعليمي خيري
بعد التوسع في الكليات الطبية والصحية بالجامعة (كلية الطب – كلية الصيدلة – كلية المختبرات الطبية – كلية علوم   التمريض)، نبعت فكرة قيام مستشفى جامعي خيري تابع للجامعة، حيث اكتمل بناء المستشفى  في عام 2022  بالتنسيق مع إدارة الجامعة وبمساهمة من المجتمع المحلي 
ويخدم المستشفى طلاب الجامعة والذين يبلغ عددهم نحو 7 الاف طالب ومجتمع مدينة بربر وما يجاورها من قرى والذين يزيد عددهم عن 200 الف مواطن إضافة إلى أغراض التدريب لطلاب الكليات الطبية 
ويجدر بالذكر ان المستشفى  يقدم خدماته بأسعار رمزية لأنه مؤسسة  خيرية على نسق الجامعة والتي هي أيضا  جامعة أهلية خيرية غير ربحية تقدم خدمات التعليم بأقل تكلفة ممكنة.